# Projecte Gran Simi

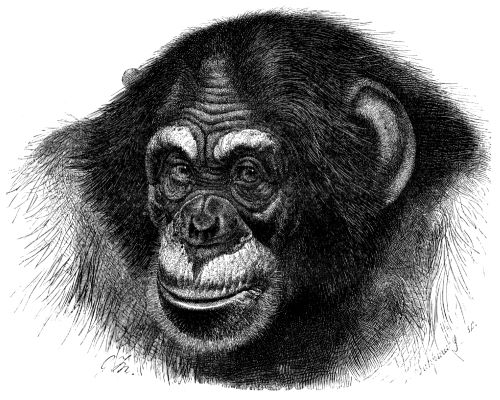
Ximpanzé

El Projecte Gran Simi (PGS o, en anglès, The Great Ape Project), fundat el 1993, reclama una extensió de l'igualitarisme moral perquè inclogui tots els grans simis, i no sols els humans. Això inclou les espècies dels ximpanzés, dels bonobos, dels goril·les i dels orangutans.
El PGS és una organització internacional formada per primatòlegs, psicòlegs, filòsofs i altres experts que promouen una Declaració dels Drets dels Grans Simis de les Nacions Unides, que atorgaria certs drets morals i legals als grans simis, incloent-hi el dret a la vida, la protecció de la llibertat individual i la prohibició de la tortura. L'organització també monitora l'activitat individual dels grans simis als Estats Units mitjançant un programa de cens. Una vegada establerts els drets, el PGS exigiria l'alliberament dels grans simis de la captivitat en què viuen ara mateix fora dels seus hàbitats naturals. Actualment n'hi ha 3.100 als Estats Units, incloent-hi els 1.280 que hi ha destinats a la recerca biomèdica.
El llibre del mateix títol (en anglès The Great Ape Project: Equality beyond humanity), publicat el 1993 i editat pels filòsofs Paola Cavalieri i Peter Singer, inclou contribucions de 34 autors reconeguts (com Jane Goodall i Richard Dawkins), en les quals manifesten el seu suport al projecte. Els autors argumenten que els éssers humans som animals intel·ligents amb una vida social, emocional i cognitiva variada; per tant, si els grans simis també mostren aquests atributs, es mereixen la mateixa consideració que els humans apliquen als membres de la seva pròpia espècie.
El llibre ressalta els descobriments que recolzen la capacitat dels grans simis de posseir racionalitat i autoconsciència, és a dir, la capacitat de tenir consciència de si mateixos com a entitats personals diverses amb un passat i un futur. Les converses documentades (mitjançant llenguatge de signes) amb alguns simis són la base d'aquests descobriments. Altres temes abordats pel llibre inclouen la divisió que se situa entre els humans i els grans simis (tenint en compte les diverses espècies d'homínids ja extints que, en tot cas, són considerats persones en general i humans en particular), les espècies com a persones, el progrés històric en l'adquisició de drets per a les persones amb discapacitat intel·lectual severa (abans una minoria ignorada), i la situació dels simis en el món actual.

## Avenços
L'estat pioner a concedir drets especials als simis és Nova Zelanda, ja que és l'únic estat que ha proclamat oficialment la seva adhesió al projecte.
El maig del 2006, el Partit Socialista Obrer Espanyol (PSOE) i la Confederació dels Verds, van fer una proposició de llei al Parlament espanyol perquè es concedissin alguns drets humans a tots els grans simis. No obstant això, dita proposta (si bé des de la pàgina del projecte es va afirmar el 25 de juny de 2008 que el Congrés espanyol havia anunciat el seu suport) ha passat la seva data de caducitat, ja que en dos anys no ha estat inclosa en l'ordre del dia de cap comissió de Medi Ambient. El 14 de gener de 2009, el diputat català Joan Herrera (ICV) va tornar a plantejar aquesta qüestió al govern i va afirmar a la premsa:
| «               | "sospitem que, en aquell moment, el govern no va ser prou valent per a enfrontar-se a les crítiques que la iniciativa va rebre, i no volem que la situació es repeteixi." | » |
| — Joan Herrera. | |   |